# Ono Gadō

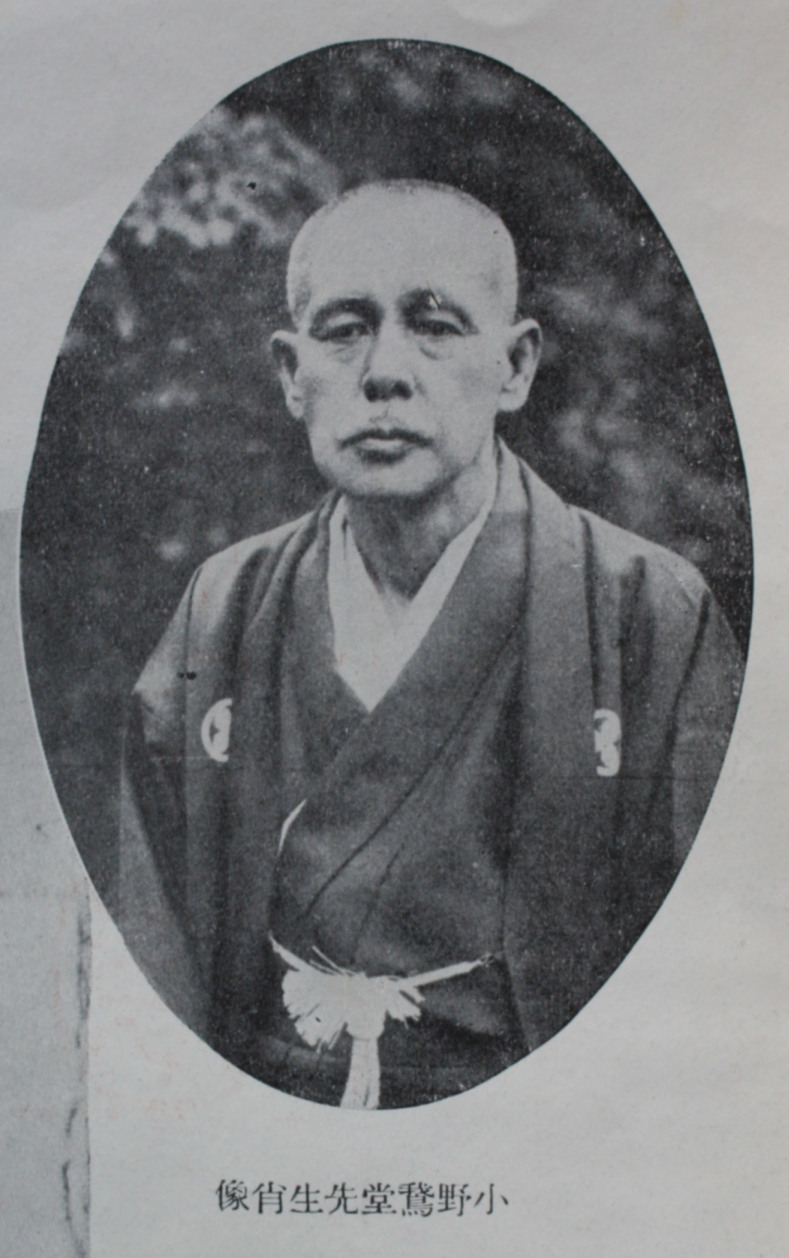
Ono Gadō

Ono Gadō (japanisch 小野 鵞堂; geboren 11. März 1862 in Fujieda (Provinz Suruga); gestorben 6. Dezember 1922 in Tokio) war ein japanischer Kalligraf.

## Leben und Werk
Ono Gadō ging mit 15 Jahren nach Tokio, wurde Schreibkraft im Finanzministerium und erlernte die Kalligrafie, gefördert von Naruse Taiiki (成瀬 大域; 1827–1902). Nachdem er 1890 das „Kokinshū-jo“ (古今集序), Erläuterungen zur Gedichtsammlung Kokin-wakashū, verfasst hatte, wurde der kaiserliche Hof auf ihn aufmerksam und stellte ihn 1891 als Lehrer an der Adelsschule für Mädchen (華族女学校, Kazoku jogakkō, später 女子学習院, Joshi gakuin) ein. Er organisierte die „Konohana-kai“ (斯華会), wo er Anleitungen zur Korrespondenz gab. 1900 wurde er zudem am Kaiserlichen Hofamt tätig.
Ono studierte sorgfältig die Kana-Schrift der Heian-Zeit, wobei er den Stil nicht einfach übernahm, sondern in einen klaren Stil, leicht zugänglichen Stil entwickelte, der leicht zu lernen war. Während diese Anpassung ein Verdienst war, so wurde Ono andererseits gerade deswegen auch kritisiert. Durch eine Zahl von Personen, die er so angeleitet hatte, insbesondere durch Nakamura Shundō (中村 春堂; 1868–1960), Kamigōri Banshū, weiter über die 1890 gegründete Vereinigung „Naniwazu-kai“ (難波津会) mit Tada Shinai (多田 親愛; 1840–1905), Ōguchi Shūgyo (大口 周魚; 1864–1920) und anderen, übte Ono einen großen Einfluss auf die Kana-Schreibweise seiner Zeit aus. Die verschiedenen Texte mit Schreibweisevorlagen blieben weiter als „Gadō-Art“ (鵞堂流) wichtig für den  Schreibunterricht.